# Daryl Gibson
Daryl Peter Earl Gibson (Lumsden, 2 marzo 1975) è un ex rugbista a 15 e allenatore di rugby a 15 neozelandese, che giocava nel ruolo di tre quarti centro. In carriera è stato per 19 volte internazionale per la Nuova Zelanda.

## Biografia
Nato e cresciuto a Lumsden, nel Southland, Gibson si affacciò al rugby di vertice nella vicina provincia di Canterbury, con cui debuttò nel 1994 nella prima divisione del campionato provinciale nazionale;  due anni più tardi entrò, con l'istituzione del campionato SANZAR del Super 12, nella franchise provinciale di Canterbury dei Crusaders, con cui si aggiudicò tre titoli consecutivi di tale torneo dal 1998 al 2000.
Nel 1999 esordì negli All Blacks con cui disputò la Coppa del Mondo in Regno Unito, e fino al 2002 effettuò presenze internazionali; in tale anno, oltre a vincere un quarto titolo del Super Rugby, lasciò la Nuova Zelanda e fu ingaggiato in Inghilterra dal Bristol per due stagioni poi ridotte a una dopo la retrocessione del club, dal quale Gibson si trasferì per accasarsi al Leicester.
In tale squadra si laureò campione d'Inghilterra nel 2007 e, al termine del contratto, rimase ancora una stagione nel Regno Unito, nella squadra scozzese dei Glasgow Warriors di Celtic League, alla fine della quale si ritirò per tornare in patria, chiamato nello staff tecnico di Canterbury e dei Crusaders; dopo cinque anni in tale squadra, dal 2013 è l'assistente allenatore degli Waratahs, formazione australiana di Super Rugby e dal 2016 ne è l'allenatore capo.
Gibson vanta anche una serie di inviti nei Barbarians a fine stagione 2002-03.

## Palmarès
- Super Rugby: 4
Crusaders: 1998, 1999, 2000, 2002
- Premiership: 1
Leicester: 2006-07
- Coppe Anglo-Gallesi: 1
Leicester: 2006-07